# Tetsurō Oda
Tetsurō Oda (織田 哲郎, Oda Tetsurō, 11 de març de 1958) és un compositor, productor musical i cantautor japonès. El seu nom real és Tetsuro Hamada.
Va formar part de bandes musicals des dels anys setanta. A la fi dels anys vuitanta del segle xx, Oda va guanyar protagonisme com a compositor. Va compondre més de cinquanta senzills d'èxit entre els deu primers de la llista japonesa d'Oricon durant la dècada de 1990, inclosos dotze que han venut més d'un milió de còpies. En el cim comercial, Oda va produir una sèrie de cançons d'èxit populars amb artistes com Zard, Wands, Deen i Field of View. També va descobrir i col·laborar amb Nanase Aikawa, una de les icones pop femenines japoneses que més venia en la segona meitat dels anys noranta.
Oda va emprendre la seva pròpia carrera en solitari des dels anys vuitanta i va tenir un succés general gràcies a les contribucions a altres artistes. Com a artista d'enregistrament, és conegut sobretot pel senzill «Itsumademo Kawaranu Ai o», llançat el 1992.
El 1990, Oda va guanyar el 32è Japan Record Award per la cançó «Odoru Pompokorin», coescrita per Momoko Sakura i interpretada per BB Queens. En la història de la llista de singles japonesos que va començar el 1968, Oda va ser el tercer compositor que més va vendre per darrere de Kyohei Tsutsumi i Tetsuya Komuro. Les vendes acumulades de les seves composicions publicades com a senzills s’han estimat en més de 40 milions d’unitats a partir del 2008.
El 2000, va ser víctima d'un robatori a Madrid, on estava de vacances. Quan el van esprémer el coll per darrere, se li van danyar les cordes vocals i va perdre la veu cantant convencional. Després d'un any de rehabilitació, Oda va reprendre el directe el 2002.

## Discografia

### Àlbums d’estudi
- Voices (1983)
- New Morning (1984)
- Night Waves (1985)
- Life (1986)
- Wildlife (1987, EP)
- Ships (1987)
- Season (1988)
- Candle in the Rain (1989)
- Itsuka Subete no Tozasareta Tobira ga Hirakareru Hi Made (いつかすべての閉ざされた扉が開かれる日まで) (1990)
- Endless Dream (1992)
- Songs (1993)
- T (1993)
- Melodies (2006)
- One Night (2007)
- W FACE (2013)

### Àlbums recopilatoris
- Complete of Tetsuro Oda at the Being Studio (2002)
- Best of Best 1000: Tetsuro Oda (2007)
- Growing Up 1983–1989 (2008)

## Llista d'obres proporcionades

### Compositor
- Zard
  - Good-bye my Loneliness
  - Makenaide
  - My Friend
  - Yureru Omoi
  - Fushigi ne
  - Mou Sagasanai
  - Nemurenai Yoru wo Daite
  - Kitto Wasurenai
  - Kono Ai ni Oyogi Tsukaretemo
  - Anata wo Kanjiteitai
  - Kokoro wo Hiraite

etc.
- Zyyg
  - Kimi ga Hoshikute Tamaranai
  - Zettai ni Dare mo

- Deen
  - Kono Mama Kimi dake wo Ubaisaritai
  - Tsubasa wo Hirogete
  - Memories
  - Hitomi Sorasanaide
  - Hitori ja Nai
  - Sugao de Waratteitai
  - Twelve
  - Starting Over

- T-Bolan
  - Just Illusion
  - Sayonara kara Hajimeyou
  - Sure Chigai no Junjou
- Maki Ohguro
  - Chotto

- Manish
  - Koe ni Naranai hodo ni Itoshii
  - Nemurenai Machi ni Nagasarete
  - Kimi ga Hoshii Subete ga Hoshii

- Aikawa Nanase
  - Yume Miru Shoujo ja Irarenai
  - Bye Bye
  - Like a hard rain
  - Break out!
  - Tenshi no You ni Odorasete
  - Koigokoro
  - Trouble Maker
  - Tori ni Naretara

etc.
- Field of View
  - Kimi ga Ita kara
  - Totsuzen
  - Dan Dan Kokoro Hikareteku
  - Dreams